# Унтемка (правый приток Чепцы)
Унте́мка — река в Балезинском районе Удмуртии, России правый приток Чепцы.
Начинается на востоке от деревни Оросово, возле границы Балезинского и Глазовского районов. Течёт на юго-восток и юг. Длина реки составляет 19 км. Впадает в Чепцу в деревне Каменное Заделье. Берега реки на значительном расстоянии проходят через лесные массивы, приустьевые за́води заболоченные. Высота устья — 144 м над уровнем моря. Площадь водосборного бассейна — 107 км².

## Притоки
- Жерновка
- Битчимшурка
- Малая Унтемка
- Сюрсовай
- Чуштаськем
- Прямушка

## Данные водного реестра
По данным государственного водного реестра России относится к Камскому бассейновому округу, водохозяйственный участок реки — Чепца от истока до устья, речной подбассейн реки Вятка. Речной бассейн реки — Кама.